# アドゥヤマン県
アドゥヤマン県（アドゥヤマンけん、トルコ語: Adıyaman ili、クルド語: Parêzgeha Semsûrê）は、トルコ中南部、南東アナトリア地方の県。1954年にマラティア県の一部から設立され、県都はアドゥヤマンである。
早期から人間生活の痕跡が見られ、多くの人が住み着いた。このため、多くの観光的な遺跡があり、キャフタ近郊のネムルト・ダウにはコンマゲネ王国のアンティオコス1世の像が並んでいる。
多くの投資によって、アディヤマンと、サムサット町の間には大規模なかんがい用貯水があり、この地域の農業を支えていた。しかし、現在はだいぶん逼迫している様子であり、この地を行きかう人々は酷い様子である。

## 下位自治体
アドゥヤマン県には9つの下位自治体がある。
- アドゥヤマン（Adıyaman）
- ベスニ（Besni）
- チェリクハン（Çelikhan）
- ゲルゲル（Gerger）
- ギョルバシュ（Gölbaşı）
- キャフタ（Kâhta）
- サムサト（Samsat）
- スィンジク（Sincik）
- トゥト（Tut）

## 政治
1950年代までアドゥヤマンはマラティヤの一部であった。しかし、民主党が選挙に勝った見返りとして独立させた。
以来この県ではイスラム主義政治家ネジメッティン・エルバカンに対する人気が高い。彼の国民救済党での活動は1973年に15%の支持率を記録し、その後も徐々に支持率を伸ばした。1980年代のクーデターの後は福祉党員として活動しているエルバカンがこの地に戻ってきており、1994年に29.24%、1999年に23.53%と高い得票率を得ている。とは言え、2004年にはエルドアンの公正発展党が地方選挙で41.11%で勝ち、選挙結果は2位であった。なお、福祉党の後ろにはトルコでは珍しく美徳党が15%で続いた。
イスラム教徒は別として、残っている票はトルコ東部で伝統的に敵対しているトルコ民族主義思想の民族主義者行動党とクルド人独立主義思想の民主人民党に流れており、民族主義者行動党は1999年に9.62%、2004年に4.34%の票を得ており、民主人民党が1999面に5.97%、2004年に6.54%の票を得ている。